# Enamorat de la meva dona
Enamorat de la meva dona o Enamorat de la meua dona (originalment en francès, Amoureux de ma femme) és una pel·lícula còmica francesa dirigida i interpretada per Daniel Auteuil i estrenada el 2018. És una adaptació de la peça de teatre L'Envers du décor, de Florian Zeller. El 2019 es va estrenar amb subtítols en català amb el títol d'Enamorat de la meva dona, però el 2 d'abril de 2022 es va emetre en doblatge en català oriental a La 2. També es va editar una versió doblada en valencià, que es va emetre a À Punt el 4 de setembre del mateix any sota el nom d'Enamorat de la meua dona.

## Sinopsi
En Daniel, un editor parisenc, coneix accidentalment en Patrick, un amic de fa temps a qui no veu des de la separació d'en Patrick de la seva exdona, que és la millor amiga de la dona d'en Daniel.
Ara en relació amb l'Emma, una jove actriu espanyola, en Patrick li agradaria presentar-la als seus amics que, per tant, organitzen un sopar a casa seva.
Però a mesura que avança la vetllada i cada cop més sota l'encís de la bella espanyola, en Daniel imaginarà tots els escenaris possibles per viure el seu romanç amb l'Emma.

## Repartiment
- Daniel Auteuil: Daniel
- Gérard Depardieu: Patrick
- Sandrine Kiberlain: Isabelle
- Adriana Ugarte: Emma
- Alain Doutey: Bruno